# 別働隊
別働隊（べつどうたい、英語: Captain Carey, U.S.A.）または別動隊は、ミッチェル・ライゼン監督、アラン・ラッド、ワンダ・ヘンドリックス主演の1950年製作のアメリカ犯罪スリラーフィルム・ノワール。裏切り者を裁くため、アメリカ人が第二次世界大戦後のイタリアに戻る。パラマウント・ピクチャーズが製作・配給。マーサ・アルブランドの1948年の小説『After Midnight』が原作。『O.S.S.』というタイトルで、その後『アフター・ミッドナイト』というタイトルで撮影された。
主題歌「Mona Lisa」はセルジオ・デ・カルロがこの映画で初めて歌い、全編を通して繰り返されるモチーフとなっている。作曲者ジェイ・リビングストンと作詞者レイ・エヴァンスがアカデミー歌曲賞を受賞。その後、この曲は1950年にナット・キング・コールが歌って、全米No.1ヒットソングとなった。

## プロット
第二次世界大戦中、ドイツ占領下のイタリアにアメリカ戦略情報局（中央情報局 CIA の前身）の諜報員グループが派遣された。この任務を遂行する中で、内部の裏切りにより彼らのほとんどが殺された。
終戦後、生存者のひとりであるウェブスター・ケイリー大尉（アラン・ラッド）は、裏切り者を見つける決意をする。ケイリー大尉はミラノ近郊のオルタに戻り、第二次世界大戦中のO.S.S.チームを裏切り、何人もの村人を死に至らしめた張本人を突き止める。驚いたことに、ナチスの手によって死んだと思っていた昔の恋人ジュリア（ワンダ・ヘンドリックス）が生きており、イタリアの有力貴族バローネ・ロッコ・デ・グレフィ（フランツ・レデラー）と結婚していた。村人たちは愛想がないが、ケイリーは裏切り者をあぶり出そうと密かな努力を続けるが、その裏切り者がデ・グレフィであることが判明する。

## キャスト
- ケイリー大尉役：アラン・ラッド
- デ・グレフィ男爵夫人役：ワンダ・ヘンドリックス
- デ・グレフィ男爵役：フランツ・レデラー

など

## 製作
当初は連続ドラマ『Dishonored』に基づいた。ジョナサン・ラティマーが脚本家として発表され、主演はレイ・ミランドとアリダ・ヴァリ、タイトルは『アフター・ミッドナイト』となる予定だった。
その後、アラン・ラッドが主役に抜擢され、ルイス・アレンが監督を務める予定だったが、最終的にミッチェル・ライゼンが監督を務めることになった。
撮影は1949年1月3日に開始された。